# Kelmond

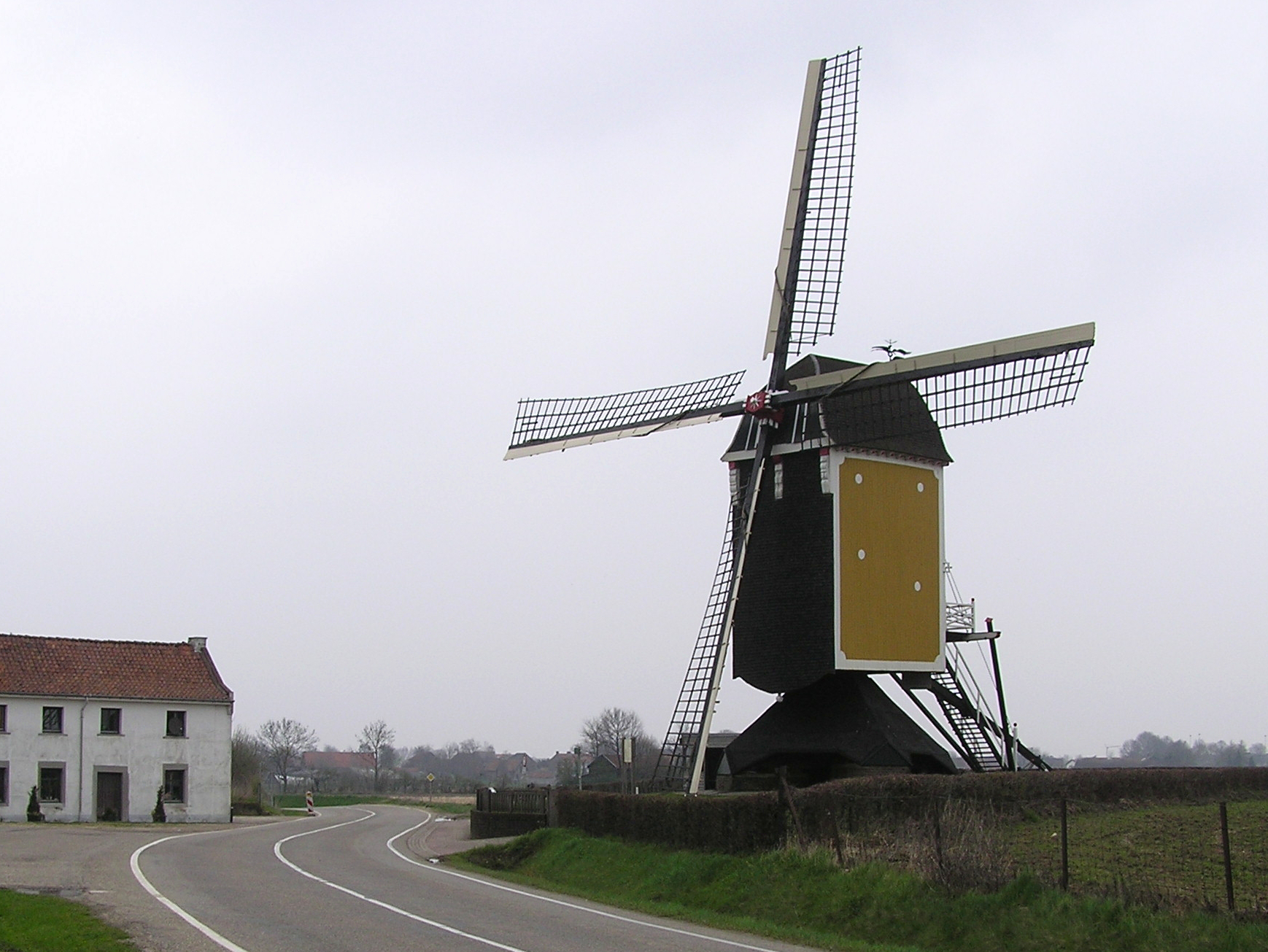
Eine traditionelle Windmühle bei Kelmond

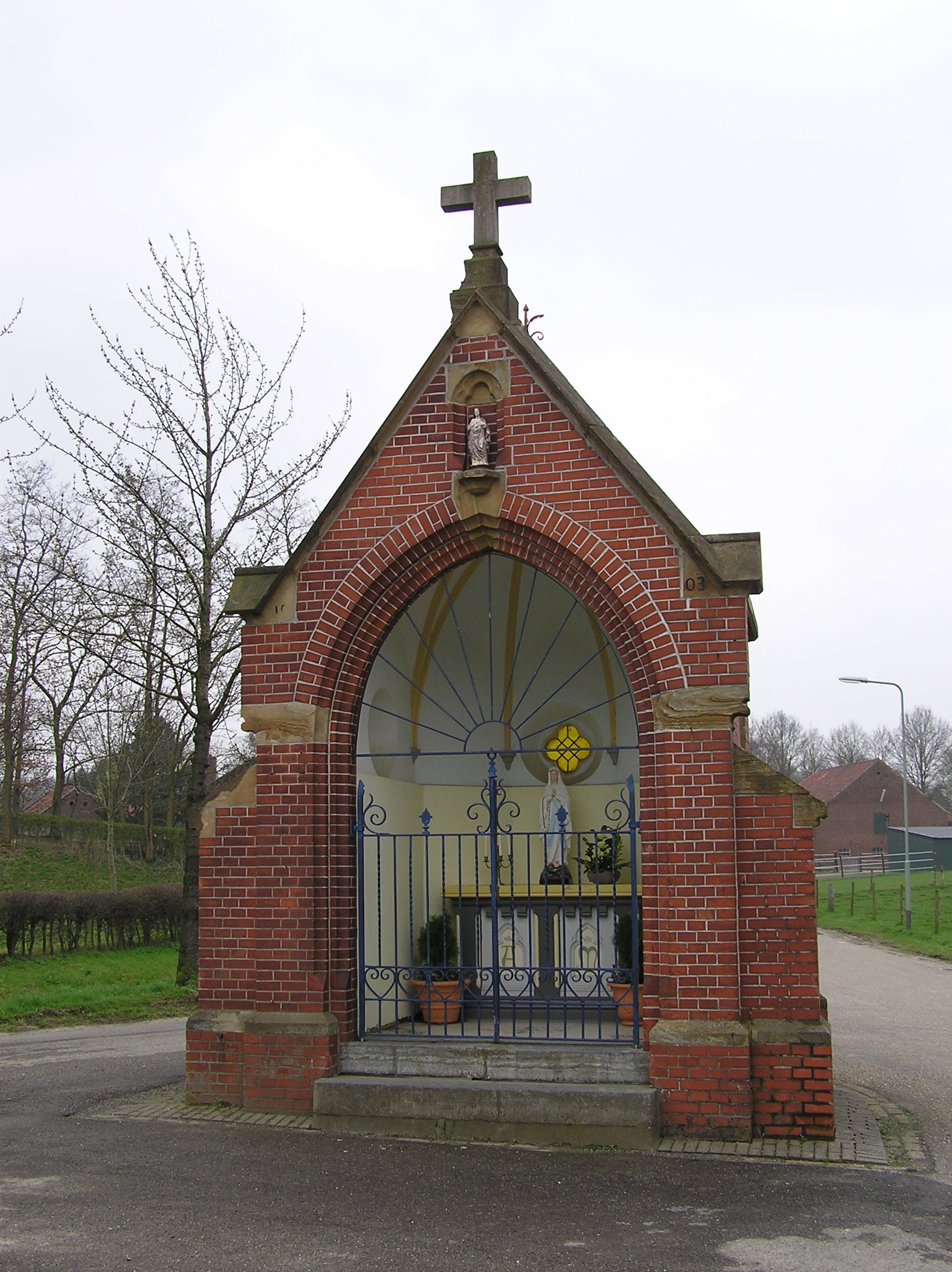
Eine neugotische Kapelle in Kelmond

Kelmond ist ein Ortsteil des Dorfes Geverik in der Gemeinde Beek in Limburg, Niederlande. Das Dorf besteht aus 70 Höfen und Häusern, in denen rund 150 Einwohner leben (Stand: 1. Januar 2024).
Der Name Kelmonds kommt aus dem 15. Jahrhundert, wo er noch Calmont lautete, was sich vom lateinischen Namen calvum montem ableitet und „der kahle Berg“ bedeutet.
In den Feldern um Kelmond entspringt eine Vielzahl kleiner Bäche, die nach Beek fließen und der Gemeinde ihren Namen gegeben haben. 

## Sehenswürdigkeit
Bei Kelmond steht eine der wenigen erhaltenen Windmühlen Limburgs. Sie steht an der N 584 zwischen Beek und Schimmert auf offenem Feld oberhalb von Kelmond. Die Mühle ist vollständig aus Holz gebaut und noch funktionsfähig. Sie kann auch besichtigt werden. 1971 wurde die Mühle durch die Gemeinde Beek erworben.
Eine weitere Sehenswürdigkeit des Dorfes ist die kleine neugotische Backsteinkapelle, die der Maria geweiht ist und an einer Weggabelung des Kelmonderhofweg steht. Des Weiteren gibt es zahlreiche alte Höfe, wie den Kelmonderhof, dessen Torflügel 1640 erbaut wurden.